# Washington County, Virginia
Washington County är ett administrativt område i den sydvästligaste delen av delstaten Virginia, USA. Countyt fick sitt namn efter George Washington, USA:s förste president.
Den administrativa huvudorten (county seat) är Abingdon med över 8 000 invånare, som är den största kommunen i countyt och är belägen omedelbart norr om gränsen till delstaten Tennessee.

## Geografi
Enligt United States Census Bureau har countyt en total area på 1 466 km². 1 458 km² av den arean är land och 8 km² är vatten.

### Orter
- Abingdon (huvudort)
- Damascus
- Emory
- Glade Spring
- Meadowview
- Saltville (delvis i Smyth County)